# The Soft Parade
The Soft Parade – czwarty album studyjny amerykańskiego zespołu The Doors, wydany 18 lipca 1969 roku przez wytwórnię płytową Elektra. Z powodu różnic pomiędzy tym albumem a poprzednimi wydawnictwami zespołu, The Soft Parade wywołał kontrowersje wśród fanów i krytyków. W trakcie komponowania muzyki grupa zmagała się z alkoholizmem wokalisty i frontmana Jima Morrisona, co spowodowało problemy podczas sesji nagraniowych. W piosence „Runnin’ Blue” gitarzysta Robby Krieger dzieli z Morrisonem główny wokal.
Na portalu Rate Your Music album sklasyfikowano jako reprezentujący m.in. gatunki: rock psychodeliczny, blues rock, baroque pop.

## Lista utworów
1. „Tell All the People” – 3:21
2. „Touch Me” – 3:12
3. „Shaman's Blues” – 4:49
4. „Do It” – 3:08
5. „Easy Ride” – 2:43
6. „Wild Child” – 2:36
7. „Runnin’ Blue” – 2:27
8. „Wishful Sinful” – 2:58
9. „The Soft Parade” – 8:36 (mix z 40th Anniversary zawiera intro wydłużające utwór do 9:41)

40th Anniversary Edition
1. „Who Scared You” – 3:58
2. „Whiskey, Mystics and Men” (wersja 1) – 2:28
3. „Whiskey, Mystics and Men” (wersja 2) – 3:04
4. „Push Push” – 6:05
5. „Touch Me” (dialog) – 0:28
6. „Touch Me” (Take 3) – 3:40

## Personel
- Robby Krieger – gitara
- Jim Morrison – śpiew
- Ray Manzarek – instrumenty klawiszowe
- John Densmore – perkusja